# Daniele Gangemi
Daniele Gangemi (ur. 18 czerwca 1980 w Katanii) – włoski reżyser i scenarzysta filmowy.

## Filmografia

### Reżyser
- Alter Ego (2003) - film krótkometrażowy
- Kobaltowo niebieska noc (Una notte blu cobalto, 2008)

### Scenarzysta
- Alter Ego (2003) - film krótkometrażowy
- Kobaltowo niebieska noc (Una notte blu cobalto, 2008)

## Nagrody
- 2009: Kobaltowo niebieska noc - najlepszy debiut na WorldFest - Houston International Film Festival